# Вож
Вож (на френски: Vosges) е департамент в регион Гранд Ест, източна Франция. Образуван е през 1790 година от южните части на дотогавашната провинция Лотарингия и малки части от Шампан и Франш Конте и е наречен с френското име на планината Вогези. Площта му е 5874 km², а населението – 358 700 души (2022). Административен център е град Епинал.